# Suresh c. Canada (Ministre de la Citoyenneté de l'Immigration)
Suresh c. Canada (Ministre de la Citoyenneté de l'Immigration) est un arrêt de principe de la Cour suprême du Canada rendu en 2002 dans les domaines du droit constitutionnel et du droit administratif.

## Les faits
Manickavasagam Suresh est arrivé au Canada de son Sri Lanka natal en 1990. Il avait été accepté comme réfugié en vertu de la Convention des Nations Unies relative au statut des réfugiés au motif que sa vie était en danger au Sri Lanka en raison de son implication dans le lutte pour l'indépendance tamoule.
En 1995, le gouvernement a rejeté sa demande de statut de résident permanent au motif qu'il représentait un risque pour la sécurité et a ordonné son expulsion. Le Service canadien du renseignement de sécurité (SCRS) avait affirmé qu'il était un partisan et un collecteur de fonds pour les Tigres de libération de l'Eelam tamoul, un groupe terroriste au Sri Lanka. La Cour fédérale du Canada a confirmé l'ordonnance d'expulsion. 
À la suite de cela, le ministre de la Citoyenneté et de l'Immigration a émis un avis déclarant qu'il constituait un danger pour la sécurité du Canada en vertu de l'article 53 (1) (b) de la Loi sur l'immigration et qu'il devait par conséquent être expulsé. 
Suresh avait eu la possibilité de présenter des preuves écrites et documentaires au ministre, cependant, il n'a pas reçu de copie de la note de service de l'agent d'immigration et, par conséquent, il n'a pas eu la possibilité de répondre à la note de service.

## Cour fédérale
En raison de cette incapacité à répondre, Suresh a demandé le contrôle judiciaire de la décision. Il soutenu que :
- la décision du ministre était déraisonnable;
- les procédures de la loi sur l'immigration étaient inéquitables;
- la Loi sur l'immigration enfreint les articles 7, 2 (b) et 2 (d) de la Charte canadienne des droits et libertés.

La demande a été rejetée par la Cour fédérale.

## Cour d'appel fédérale
En appel, la Cour d'appel fédérale a confirmé la décision de la Section de première instance de la Cour fédérale.
La décision a ensuite été portée en appel devant la Cour suprême.

## Jugement de la Cour suprême
Le pourvoi de Suresh est accueilli. L'appelant a droit à une nouvelle audience, mais les dispositions législatives contestées sont constitutionnelles.  
La décision unanime de la Cour suprême a été rédigée au nom de la Cour.

## Motifs du jugement

### Article 7 de la Charte canadienne des droits et libertés
La Cour a d'abord examiné la demande concernant la violation de l'article 7 de la Charte. La Cour a convenu que le mot « chacun » dans la disposition inclut les réfugiés. Il a en outre été jugé que l'expulsion vers un pays où il existe un risque de torture prive le réfugié de son droit à la liberté et à la sécurité de sa personne. La principale question était de savoir si la privation était conforme aux principes de justice fondamentale.
La Cour a conclu que l'article 53(1) L.I. est constitutionnel mais qu'il peut être inconstitutionnel dans son application. La constitutionnalité de l'expulsion dépend d'un équilibre entre la probabilité de torture et l'objectif de lutte contre le terrorisme. La Cour a affirmé que les principes de la justice fondamentale se trouvent dans « les préceptes fondamentaux de notre système juridique » sont déterminés par une approche contextuelle qui tient compte de la « nature de la décision qui doit être rendue ». 
En l'espèce, la Cour devait trouver un équilibre entre les intérêts du gouvernement dans la lutte contre le terrorisme et l'intérêt du réfugié à ne pas être expulsé vers la torture. Le critère proposé par la Cour était de savoir si la privation « choquerait la conscience des Canadiens ». Cela revient à se demander si « fondamentalement inacceptable au regard de notre conception de la justice et d’une pratique équitable » (ce critère a été élaboré pour la première fois dans l'arrêt Canada c. Schmidt). 
La Cour a conclu que le ministre devrait généralement refuser d'expulser des réfugiés s'il existe un risque important de torture, mais que cela peut être constitutionnel dans des cas exceptionnels. La loi est constitutionnelle, mais les décideurs administratifs devraient exercer leur pouvoir discrétionnaire et peser généralement en faveur du demandeur.
La Cour considère également le « contexte international » et constate qu'il est également incompatible avec la pratique de l'expulsion lorsqu'il existe un risque de torture.
En conclusion, la Cour conclut que l'arrêté d'expulsion donné par le ministre est inconstitutionnel mais que les dispositions de la Loi sur l'immigration sont constitutionnelles.

### L'imprécision
Le deuxième motif d'appel était de savoir si les termes « danger pour la sécurité du Canada » et « terrorisme » étaient visés par la règle de l'imprécision inconstitutionnelle. La Cour a jugé qu'ils ne l'étaient pas.
Citant l'arrêt R. c. Nova Scotia Pharmaceutical Society, la Cour observe qu'une loi imprécise sera inconstitutionnelle lorsqu'« elle ne prévient pas raisonnablement les personnes auxquelles elle pourrait s’appliquer des conséquences de leur conduite » ou lorsqu'« elle ne limite pas convenablement le pouvoir discrétionnaire en matière d’application de la loi ». L'expression « danger pour la sécurité du Canada » a été jugée non imprécise. La nature politique du terme signifie que les tribunaux doivent veiller à ne pas s'ingérer. La Cour conclut que « danger pour la sécurité du Canada » signifie :

« Une personne constitue un « danger pour la sécurité du Canada » si elle représente, directement ou indirectement, une grave menace pour la sécurité du Canada, et il ne faut pas oublier que la sécurité d’un pays est souvent tributaire de la sécurité d’autres pays. La menace doit être « grave », en ce sens qu’elle doit reposer sur des soupçons objectivement raisonnables et étayés par la preuve, et en ce sens que le danger appréhendé doit être sérieux, et non pas négligeable. »

De plus, la Cour conclut que le mot « terrorisme » n'est pas inconstitutionnellement imprécis. Bien que le mot n'ait pas de définition claire, il est possible de fixer des limites au sens. La Cour adopte la définition de la Convention internationale pour la répression du financement du terrorisme, qui la définit comme :

« Tout acte destiné à tuer ou blesser grièvement un civil, ou toute autre personne qui ne participe pas directement aux hostilités dans une situation de conflit armé, lorsque, par sa nature ou son contexte, cet acte vise à intimider une population ou à contraindre un gouvernement ou une organisation internationale à accomplir ou à s’abstenir d’accomplir un acte quelconque. »

### L'équité procédurale
La cour a appliqué le critère à cinq facteurs de l'arrêt Baker c. Canada (Ministre de la Citoyenneté et de l'Immigration) pour déterminer le niveau de protection procédurale requis par l'art. 7 de la Charte des droits et libertés en l'espèce. Le tribunal conclut que Suresh ne devait pas recevoir une « audience ou une instance judiciaire complète ». 
Cependant, le tribunal conclut que Suresh doit recevoir un niveau de protection procédurale supérieur à celui requis par la loi (aucune protection que ce soit) et supérieur à celui que Suresh a reçu. Plus précisément, la cour a conclu qu'une personne qui risque d'être déporté vers un endroit qui pratique torture en raison de l'art. 53(1)(b) de la Loi sur l'immigration devrait recevoir une copie des documents sur lesquels le ministre fonde sa décision, sous réserve de motifs valables pour en restreindre la communication (tels que la protection des documents de sécurité publique) et qu'il faut donner la possibilité à la personne de répondre au dossier présenté au ministre. En outre, le réfugié qui est expulsé a le droit de contester les informations fournies par le ministre, ce qui inclut la possibilité de présenter des éléments de preuve.

### Mesure de redressement
La cour conclut que parce que Suresh a fait la preuve prima facie qu'il serait soumis à la torture s'il était renvoyé au Sri Lanka et parce qu'il s'est vu refuser l'équité procédurale qui lui est due par la Charte canadienne des droits et libertés, l'affaire devrait être renvoyée à le ministre pour réexamen conformément à la procédure appropriée.